# صلاح حيسو
صلاح حيسو (من مواليد 16 يناير 1972 في آيت تاغيا) هو عداء مغربي مختص في المسافات الطويلة، فاز بالميدالية الذهبية في سافة 5000 متر خلال بطولة العالم سنة 1999 في اشبيلية. و بتوقيت 26:38.08 سجل رقما قياسيا عالميا في مسافة 10،000 متر في بروكسل سنة 1996 وفاز بالميدالية البرونزية في نفس المسافة في الألعاب الأولمبية الصيفية سنة 1996 في اتلانتا.

## وصلات خارجية
- صلاح حيسو على موقع الاتحاد الدولي لألعاب القوى (الإنجليزية)
- صلاح حيسو على موقع اللجنة الأولمبية الدولية (الإنجليزية)
- صلاح حيسو على موقع أوليمبيديا (الإنجليزية)